# دمسيسة بحرية
الدمسيسة أو الدمسيسة البحرية أو الأمبروزية البحرية أو دمسيس أو أمبروسيا (الاسم العلمي: Ambrosia maritima) هي نوع من النباتات تتبع جنس الدمسيسة من الفصيلة النجمية.
نبات حولي من جنس أمبروزيا أوراقة ناعمة مفصصة وأزهارة صغيرة ويسيب لقاح النوع الشائع أمبروزيا أرتميزيفوليا حمى الدريس.